# Ciccio Ingrassia
Ciccio Ingrassia, né le 5 octobre 1922 à Palerme et mort le 28 avril 2003 à Rome, est un acteur et réalisateur italien. Il forma avec son complice Franco Franchi un duo comique entré dans l'histoire du cinéma italien sous le nom de scène Franco et Ciccio.

## Biographie
Ciccio Ingrassia naît à Palerme au sein d'une famille modeste de cinq enfants. Il termina l'école primaire mais ne poursuivit pas ses études. Il travailla dans de nombreux petits métiers, coiffeur, menuisier, boucher et cordonnier. Il fit en parallèle des animations lors de soirées privées notamment par des imitations de personnalités comme celle de Totò.
À la fin de la Seconde Guerre mondiale, il fréquenta le « Bar des Artistes » de Palerme qui était un foyer de jeunes artistes en herbe. À la fin de la guerre, il s'installe à Turin, où il rencontra le comédien Gino Bramieri, qui s'imposait dans le genre de la parodie, qui jouissait alors des faveurs du public.
Au début des années 1950, la vie de Ciccio marqua un tournant. Il rencontra Franco Franchi, qui était un comique et chanteur de rues. Presque par accident les deux hommes se rencontrèrent dans les rues de Palerme et de là commença une longue et fructueuse collaboration, qui fut un grand succès public. Ils réalisèrent ensemble 132 films, essentiellement tournés dans les années soixante. Dans les années 1970 et 1980, ils se tournèrent vers la télévision. Le duo prit fin en 1992 avec la mort de Franco Franchi. Quelque temps plus tard, Ciccio perdit son épouse. Le cœur n'y était plus et il s'éloigna de la profession. En 2001, il commença à avoir des problèmes respiratoires qui s'aggravèrent avec le temps. Il fut hospitalisé en 2003 et mourut le 28 avril de cette même année.

## Filmographie

### Cinéma

#### Comme acteur
- 1960 : Je cherche une maman (Appuntamento a Ischia)  de Mario Mattoli
- 1961 : 5 marines per 100 ragazze de Mario Mattoli : un factotum
- 1962 : Un beau châssis (I motorizzati) de Camillo Mastrocinque
- 1963 : Objectif jupons (Obiettivo ragazze) de Mario Mattoli : Ciccio
- 1963 : Avventura al motel de Renato Polselli
- 1964 : Les Martiens ont douze mains (I marziani hanno dodici mani) de Castellano et Pipolo
- 1966 : L'Espion qui venait du surgelé (Le spie vengono dal semifreddo) de Mario Bava
- 1968 : I nipoti di Zorro de Marcello Ciorciolini
- 1970 : Deux Corniauds dans la brousse de Bruno Corbucci
- 1972 : Les Maffiosi (La violenza: Quinto potere), de Florestano Vancini
- 1973 : Amarcord, de Federico Fellini
- 1975 : Il cav. Costante Nicosia demoniaco ovvero: Dracula in Brianza de Lucio Fulci
- 1975 : Bianchi cavalli d'agosto, de Raimondo Del Balzo
- 1975 : L'esorciccio, de Ciccio Ingrassia
- 1975 : Todo modo, d'Elio Petri
- 1979 : Le Grand Embouteillage (L'ingorgo), de Luigi Comencini
- 1988 : Domani, domani (Domani accadrà) de Daniele Luchetti
- 1990 : Le Voyage du capitaine Fracasse (Il Viaggio di Capitan Fracassa), d'Ettore Scola
- 1991 : Condominio, de Felice Farina
- 1991 : Viaggio d'amore, d'Ottavio Fabbri
- 1994 : La via del cibo, d'Eugenio Donadoni et Paolo Ippolito
- 1995 : Camerieri de Leone Pompucci
- 1996 : Giovani e belli, de Dino Risi
- 1996 : Fatal Frames - Fotogrammi mortali, d'Al Festa

#### Comme réalisateur
- 1974 : Paolo il freddo
- 1975 : L'esorciccio (it)

### Télévision
- 1972 : Les Aventures de Pinocchio, de Luigi Comencini, d'après l'œuvre de Carlo Collodi